# Пријатељска класа
У објектно оријентисаном програмирању, да би се некој класи дозволио приступ „приватним“ или „заштићеним“ подацима друге класе, прва класа се мора декларисати као пријатељска класа друге класе. Пријатељска класа се још зове и „класа пријатељ“.

## Сврха
Пријатељска класа има пун приступ приватним пољима класе којој је пријатељ, а да није и сама део те класе.

## Пример
Пријатељска класа се може декларисати на следећи начин:
```
class
 
A

{

private
:

   
//...

public
:

   
//...

   
friend
 
class
 
B
;

}

```

У овом примеру класа B има приступ приватним и заштићеним пољима и функцијама чланицама класе А.